# Christoph Willeke
Christoph Dietrich Erich Robert Willeke (* 12. Februar 1997) ist ein deutscher Politiker (SPD). Er ist seit November 2022 Mitglied des Niedersächsischen Landtags.

## Leben
Willeke wuchs auf dem elterlichen Hof in Harlingerode, einem Stadtteil von Bad Harzburg, auf. Von 2016 bis 2018 schloss er eine Lehre als Landwirt an der Johannes-Selenka-Schule in Braunschweig ab. Anschließend führte er von 2018 bis 2021 ein Studium der Kognitionswissenschaften mit dem Schwerpunkt Künstliche Intelligenz an der Universität Osnabrück durch und schloss dieses mit dem Bachelor ab. Parallel zum Studium war er als Produktmanager in einem Osnabrücker Software Startup tätig.
Christoph Willeke nahm als Tischtennisspieler an Wettbewerben in der Landesliga beim VfL Oker teil.
Willeke ist verheiratet und hat ein Kind.

## Politik
Christoph Willeke kandidierte parteilos am 11. September 2016 für den Stadtrat von Bad Harzburg, verfehlte jedoch knapp die nötige Stimmenzahl für den Einzug als Ersatzbewerber. Im Januar 2017 trat er im Alter von 19 Jahren der SPD bei. Als Listenmitglied wurde Willeke bei den Kommunalwahlen in Niedersachsen 2021 direkt in den Rat der Stadt Bad Harzburg gewählt. Im November 2021 wurde Willeke als Vorsitzender des SPD-Ortsvereins Bad Harzburg gewählt.
Im Februar 2022 wurde Willeke mehrheitlich zum Landtagskandidaten der SPD gewählt. Am 9. Oktober 2022 errang Willeke bei der Landtagswahl in Niedersachsen 2022 ein Direktmandat im Landtagswahlkreis Goslar.